# 草酸镉
草酸镉是一种化合物，化学式为CdC2O4，它可由草酸钾和硝酸镉反应沉淀得到。它在空气中加热分解，生成氧化镉；在真空中分解生成金属镉和少量的氧化镉。它和硫属元素在乙二胺中进行溶剂热反应，生成相应的硫属化镉：
CdC2O4 + E → CdE + 2 CO2↑ （E＝S、Se或Te）